# Dordtsche Kil
De Dordtsche Kil is een getijrivier in de Nederlandse provincie Zuid-Holland, die de Oude Maas verbindt met het Hollandsch Diep en de Hoeksche Waard scheidt van het Eiland van Dordrecht. Tevens vormt de rivier de gemeentegrens tussen Dordrecht en de Hoeksche Waard.
De oeververbinding voor verkeer wordt gevormd door de Kiltunnel (een toltunnel) tussen 's-Gravendeel en Dordrecht. Verder is er de Tunnel Dordtsche Kil voor de HSL-Zuid bij Willemsdorp.
De Dordtsche Kil is geschikt voor scheepvaart CEMT-klasse VIc. De maximaal toegestane afmeting zijn 200 × 23,5 meter. Het water wordt zeer druk bevaren. Ze maakt deel uit van de scheepvaartverbinding tussen de Rijn en de Schelde. Ook varen er regelmatig zeeschepen, afkomstig uit de richting Rotterdam (via de Oude Maas) naar Moerdijk en ook terug.
Ook het aan de Dordtsche Kil gelegen bedrijventerrein wordt Dordtse Kil ("de Kil") genoemd. Dit is onderverdeeld in Kil I, Kil II, en sinds 2006 ook Kil III.
Op 20 december 2006 werd er in de Dordtsche Kil het scheepswrak gevonden van het 19e-eeuwse schip Jacob. Het schip is nu te zien in het Binnenvaartmuseum, Dordrecht.

## Tunnels
Onder de Dordtsche Kil  liggen de volgende tunnels:
| Nr.: | Naam:                | Soort:         | Traject:                      |
| ---- | -------------------- | -------------- | ----------------------------- |
| 1    | Kiltunnel            | verkeerstunnel | Dordrecht - Nieuw-Beijerland  |
| 2    | Tunnel Dordtsche Kil | spoortunnel    | HSL-Zuid Schiphol - Antwerpen |